# Le Bal des vampires (Mélusine)
Pour les articles homonymes, voir Le Bal des vampires (homonymie).
Le Bal des vampires est le 2e album mettant en scène le personnage de Mélusine, sorti en 1995. Les dessins sont de Clarke et le scénario de Gilson.

## Synopsis
L'album est composé de 43 gags d'une page chacun et d'une histoire courte de 3 pages qui donne son titre à l'album : le Comte Gonzague Hernyvanz invite ses amis vampires pour un bal à l'occasion de son anniversaire.

## Source
- www.coinbd.com, « Le Bal des Vampires » (consulté le 17 août 2008)
- www.bedetheque.com, « Mélusine » (consulté le 17 août 2008)